# Ungnadia speciosa
Ungnadia speciosa là một loài thực vật có hoa trong họ Bồ hòn. Loài này được Endl. miêu tả khoa học đầu tiên năm 1833.